# 195.º Regimiento de Proyectores Antiaéreo (motorizada)
El 195.º Regimiento de Proyectores Antiaéreo (Flak-Scheinwerfer-Regiment. 195 (mot.)), unidad de apoyo de la Luftwaffe durante la Segunda Guerra Mundial.

## Historia
Formado en junio de 1944 en Francia.

## Comandantes
- Coronel Hans Hübner - (junio de 1944 - octubre de 1944)

## Servicios
- 1944: en Francia, también conocido como Regimiento de Proyectores Antiaéreo z.b.V..
- 1 de julio de 1944: bajo la 20.ª Brigada Antiaérea (16.ª División Antiaérea) con Sw.168 (v), Sw.308 (v), Sw.369 (v), Sw.469 (v), Sw.559 (v) y Sw.649 (v).
- 1 de agosto de 1944: bajo la 20.ª Brigada Antiaérea (16.ª División Antiaérea) con Sw.168 (v), Sw.308 (v), Sw.369 (v), Sw.469 (v), Sw.559 (v), Sw.649 (v) y Sw.468 (v).
- 1 de septiembre de 1944: bajo la 20.ª Brigada Antiaérea (16.ª División Antiaérea, XIV Comando Aéreo) con Sw.168 (v), Sw.308 (v), Sw.369 (v), Sw.469 (v), Sw.559 (v), Sw.649 (v) y Sw.468 (v).
- 1 de octubre de 1944: bajo la 16.ª División Antiaérea sin unidades adscritas.
- 1 de noviembre de 1944: bajo la 16.ª División Antiaérea sin unidades adscritas.
- 1 de diciembre de 1944: bajo la 16.ª División Antiaérea sin unidades adscritas.